# Universidad Técnica de Cajamarca
O Club Cultural y Deportivo Universidad Técnica de Cajamarca, mais conhecido como Universidade Técnica de Cajamarca ou simplesmente UTC, é um clube uni-profissional de futebol da cidade peruana de Cajamarca, no departamento de mesmo nome. Foi fundado em 14 de julho de 1964 e atualmente joga na Primeira Divisão do Peru, após ter conquistado a Copa Peru de 2012.
Seus anos no futebol profissional peruano fizeram com que conquistasse a simpatia da torcida cajamarquina, por isso é considerado o time de maior tradição e raízes populares da cidade de Cajamarca.
Está na 15ª posição na tabela histórica do futebol peruano, após uma campanha regular de 12 temporadas na Primeira Divisão, sendo sua melhor participação na primeira a da temporada de 1985, alcançando assim sua classificação histórica para a Copa Libertadores da América de 1986.

## História

### Fundação
Em 1964 a Universidade Técnica de Cajamarca inicia sua vida institucional e, com ela, surgem ideias renovadoras e reinvidicatórias para a cidade de Cajamarca em vários aspectos, como o social, o cultural e o esportivo. Neste último, o panorama era bastante negativo, principalmente na disciplina de futebol: os representantes cajamarquinos eram constantemente humilhados com derrotas pesadas para times de cidades menores como San Pedro e Guadalupe. Diante dessa triste realidade e com o desejo de renovar o futebol de Cajamarca, surge a ideia de formar um Club Deportivo. Desta forma, trabalhadores administrativos, professores e alunos contagiados pelo espírito e o entusiasmo, decidem organizar um clube desportivo que seja membro da Liga Distrital de Futebol.

### Era amadora
O time iniciou sua vida institucional com o apoio da Universidade Técnica de Cajamarca (hoje Universidade Nacional de Cajamarca) através do seu Departamento de Educação Física, cujo chefe era o Professor Osías Palomino Bazán, no departamento no qual trabalhavam os dois primeiros treinadores da UTC: o Professor Godofredo Torres Santillas, de 1964 a 1965 e o Professor Emeterio Vera Araujo, de 1966 a 1967.
Esses foram os primeiros anos de luta para derrotar seus rivais tradicionais da cidade de Cajamarca como Deportivo Normal, Alianza Cajamarca, José Gálvez, San Sebastián, Deportivo Agronomia etc., até que em 1970 sagrou-se campeão da Liga Distrital de Futebol pela primeira vez; posteriormente fatura também os campeonatos Provincial, Departamental e Regional.

### Vice-campeonato Nacional e classificação à Copa Libertadores
Com uma campanha surpreendente, os gaviões do norte conseguiram o vice-campeonato nacional em 1985, garantindo vaga para a Copa Libertadores da América de 1986. A UTC não conseguiu se classificar para a fase seguinte, mas arrancou um empate contra o Bolívar e venceu o Jorge Wilstermann, ambos clubes da Bolívia, em casa.

#### Campanha na Copa Libertadores
| Equipe            | Pts | J | V | E | D | GP | GC | SG |
| ----------------- | --- | - | - | - | - | -- | -- | -- |
| Bolívar           | 9   | 6 | 4 | 1 | 1 | 12 | 7  | +5 |
| Jorge Wilstermann | 6   | 6 | 3 | 0 | 3 | 11 | 8  | +3 |
| Universitario     | 6   | 6 | 3 | 0 | 3 | 9  | 11 | -2 |
| UTC               | 3   | 6 | 1 | 1 | 4 | 7  | 13 | -6 |

| 27 de abril de 1986 | Lima       | Universitario     | 2–0 | UTC               |
| 27 de abril de 1986 | La Paz     | Bolívar           | 2–0 | Jorge Wilstermann |
| 10 de maio de 1986  | Cochabamba | Jorge Wilstermann | 4–0 | Universitario     |
| 11 de maio de 1986  | La Paz     | Bolívar           | 2–1 | UTC               |
| 13 de maio de 1986  | La Paz     | Bolívar           | 4–0 | Universitario     |
| 14 de maio de 1986  | Cochabamba | Jorge Wilstermann | 2–0 | UTC               |
| 18 de maio de 1986  | Cochabamba | Jorge Wilstermann | 1–2 | Bolívar           |
| 18 de maio de 1986  | Cajamarca  | UTC               | 1–3 | Universitario     |
| 21 de maio de 1986  | Lima       | Universitario     | 3–0 | Bolívar           |
| 24 de maio de 1986  | Cajamarca  | UTC               | 2–2 | Bolívar           |
| 25 de maio de 1986  | Lima       | Universitario     | 1–2 | Jorge Wilstermann |
| 28 de maio de 1986  | Cajamarca  | UTC               | 3–2 | Jorge Wilstermann |

### Campanhas na Copa Peru
Depois de algumas temporadas, nas quais alguns grandes jogadores cajamarquinos despontaram, como Eduardo Lalo Sagastegui, Oscar Alcantara, Luis Alcantara, Edson Domínguez, o brilhante atacante César La Torre, o goleiro Jhonny Aguilar e com a participação de excelentes jogadores como Carlos Wright Miranda, "Pocho" Valdez, Adrián Torres, El "negrito" Canthy Távara e outros grandes, a UTC perderia a categoria no Campeonato Descentralizado de 1993, voltando à Copa Peru. No início de 2006, o time voltaria à nova Segunda Divisão Peruana em concurso público. Ficou nesta divisão por três anos consecutivos, sendo rebaixado para a Copa Peru na temporada de 2008.
Na Copa Peru de 2009 iniciou sua participação na Etapa Regional sendo eliminado ainda nesta fase, e em 2010, não pôde participar da Liga Superior de Cajamarca por dívidas. No ano seguinte o quadro cajamarquino alcançou a Etapa Nacional da Copa Peru de 2011, na qual foi eliminado nas quartas de final pelo time dos Los Caimanes.

### Retorno à primeira divisão após 20 anos
Na vitoriosa temporada de 2012, a Universidad Técnica de Cajamarca começou sua trajetória da Etapa Regional, graças à grande campanha anterior, quando eliminou rivais como Carlos A. Mannucci e Alianza Cutervo.
Na próxima fase, a Etapa Nacional, eliminaria o Académicos Alfred Nobel nas oitavas de final, vencendo-os por 5 a 1 em Cajamarca e perdendo por 3 a 0 em Tumbes. Na etapa seguinte, enfrentou o Sporting Pizarro, empatando em 0 a 0 em Tumbes novamente e vencendo por 4 a 0 em casa. A UTC se classificaria para as semifinais, porém uma decisão da Comissão de Justiça do ADFP decidiu a favor de um reclame do Alfred Nobel e determinou que uma partida extra fosse disputada em Trujillo, onde o vencedor se classificaria para as semifinais. Em Trujillo, a UTC venceu o Alfred Nobel por 2 a 1 e conseguiu passar para a próxima instância. Nas semifinais, humilhou o Alianza Cristiana por 7 a 0 em Cajamarca e, graças ao 0 a 0 obtido em Iquitos, chegou à final da Copa Peru.
Quando chegou a final, a UTC derrotou o Alfonso Ugarte de Puno em Cajamarca por 2 a 0 e, embora tenha caído por 3 a 2 em Puno (após estar vencendo por 0 a 2), conseguiu vencer a Copa Peru e retornar à Primeira Divisão após 20 anos.

### Época de transição
No retorno ao futebol profissional, o gavião do norte fez uma boa campanha, terminando o campeonato na 6ª posição, classificando-se assim para um torneio internacional após 28 anos de ausência.
Em 20 de agosto de 2014, enfrentou o Deportivo Cali pela Copa Sul-Americana, partida que terminou empatada sem gols. No jogo de volta, oito dias depois, perderia por 3 a 0, sendo eliminanda rapidamente da competição. Quanto ao campeonato daquele ano, terminou na 13ª posição, a um ponto da zona de rebaixamento. Resultado de 8 vitórias, 9 empates e 13 derrotas.
Nos anos de 2015 e 2016, novamente lutaram mais para não cair do que por uma vaga em um torneio internacional.

### Renascimento e atualidade
Em 2017, o “gavião do norte” buscava sair dessa senda de lutas pelo descenso e contratou o treinador Franco Navarro. Apesar de possuir um elenco reduzido, a UTC mostrou um bom futebol e acabou se classificando para a final do Torneio de Verão para uma vaga na fase preliminar da Copa Libertadores. Entretanto, não conseguiu o título, já que Melgar a derrotaria em uma dramática disputa de pênaltis. No Torneio Apertura a UTC também ficou entre os melhores e ocupou a terceira colocação, ficando apenas 4 pontos atrás de uma vaga para a segunda fase da Libertadores. Já no Torneio Clausura aconteceu o contrário; a equipe se manteve no meio da tabela, terminando a temporada na 5ª colocação geral, igualada em pontos e saldo de gols com o Universitario, mas com menos gols a favor. Dessa forma, o clube se classificou para a Copa Sul-Americana de 2018 e La “U” a Copa Libertadores.
Em 2018, apesar de ter feito uma boa campanha, a UTC não conseguiria competir com um forte Sporting Cristal, que dominou o Torneio de Verão e o Apertura. No Torneio Clausura o time caiu, terminando em 14º. Como em 2017, o que o time fez nos dois primeiros torneios permitiu que ele se classificasse novamente para a próxima edição da Copa Sul-Americana.
Enquanto disputava os torneios mencionados acima, na Copa Sul-Americana de 2018 a equipe foi eliminada da competição sem pena nem glória. O jogo de ida foi disputada no estádio Miguel Grau de Callao, já que o Héroes de San Ramón não estava em condições de abrigar o jogo. Apesar disso, o time conseguiu uma boa vitória e marcaria 2 gols contra o seu rival, o Rampla Juniors do Uruguai, vencendo por 2 a 0 Porém, no jogo de volta a equipe sofreu um estrondoso 4 a 0 (2 gols a cada tempo) que decretou o fim da participação da equipe na competição.
O ano de 2019 marcou o fim de uma era: Franco Navarro deixa o comando técnico da equipe nortenha após dois anos no clube, sendo substituído pelo argentino Gerardo Amelli. A equipe, que vinha mal no torneio Clausura quando da demissão de Navarro, conseguiu se salvar do rebaixamento, ficando na 14ª colocação, sem vaga para nenhum torneio internacional para o ano de 2020.
Já pela Copa Sul-Americana, o time de Cajamarca novamente mediu forças com um time uruguaio, desta vez o Cerro. Na ida, as equipes empataram em 1 a 1 no Peru. Na partida de volta no Uruguai, o Cerro venceu por 3 a 1 colocando fim às pretensões dos cajamarquinos de passar para a próxima fase pela primeira vez na competição.
Em 2020, a Universidad Técnica de Cajamarca conseguiu retomar o caminho dos bons resultados, tanto no Torneio Apertura quanto no Clausura e terminou na sétima posição na tabela acumulada do campeonato (que soma a pontuação obtida nos dois torneios). Com isto, garantiu seu retorno à Copa Sul-Americana. Porém, o clube não poderá jogar de local em sua casa, o estádio Héroes de San Rámon, posto que a Conmebol exige desde 2020 que todos os estádios que recebam jogos de torneios por ela organizados disponham de iluminação de LED, coisa que a cancha cajamarquina não possui.

## Uniforme
- Uniforme titular: Camiseta mostarda, calção mostarda com duas faixas grená y meias mostardas.
- Uniforme alternativo: Camiseta preta com mangas mostarda, calção preto com duas faixas mostarda y meias pretas.

### Uniformes
| Primeiro | Segundo | Terceiro |

### Material esportivo e patrocinadores
| Período                    | Material esportivo  |
| -------------------------- | ------------------- |
| 1999                       | Confecciones Chávez |
| 2011 - 2012                | Real                |
| 2013 - 2014                | Convert             |
| 2016                       | Triathlon           |
| 2017                       | Real                |
| 2018 - 2019                | Convert             |
| 2020 (Janeiro - Agosto)    | Loma's              |
| 2020 (Agosto - Atualidade) | Real                |

| Período     | Patrocinador              |
| ----------- | ------------------------- |
| 2010 - 2011 | Grupo JoaKín              |
| 2012 - 2016 | Universidad Alas Peruanas |

## Estádio
O Estádio Héroes de San Ramón é um estádio de futebol, antigamente conhecido como "El canchón", que ao longo dos anos acabou por tomar o nome de Estádio Cajamarca, localizado na cidade de Cajamarca, na parte norte da Cordilheira dos Andes, no Peru.
O nome do estádio vem da batalha de San Pablo, na qual 3 alunos da escola San Ramón de Cajamarca deram suas vidas em prol de sua pátria, durante a Guerra do Pacífico, na qual o exército chileno derrotou o peruano.
Com capacidade para 18.000 espectadores, este estádio é administrado pelo Instituto Peruano do Esporte, com apoio do departamento de Cajamarca.
No entanto, por não contar com as autorizações da comissão de estádios da ADFP, a diretoria decidiu que a temporada 2018 seria disputada no estádio Germán Contreras Jara, na cidade de Cajabamba

## Dados do clube
- Posição histórico no Peru: 15º[15]
- Temporadas na Primera Divisão: 20 (1982-1993; 2013-presente).[16]
- Temporadas na Segunda Divisão: 3 (2006-2008).
- Maiores goleadas aplicadas:
  - Em campeonatos nacionais como mandante: UTC 5x0 Hungaritos Agustinos (31 de janeiro de 1988), UTC 5x0 Hungaritos Agustinos (3 de julho de 1988), UTC 5x0 Universidad San Martín (19 de agosto de 2016).
  - Em campeonatos nacionais como visitante: Universitario 1x6 UTC (10 de novembro de 2020).
  - Em campeonatos amadores como mandante: UTC 7x0 Alianza Cristiana (28 de novembro de 2012)[17]
  - Em campeonatos internacionais como mandante: UTC 2x0  Rampla Juniors (13 de fevereiro de 2018).
  - Em campeonatos internacionais como visitante: Nenhum
- Maiores goleadas sofridas:
  - Em campeonatos nacionais como mandante: UTC 1x10 Sporting Cristal (1993)
  - Em campeonatos nacionais como visitante: Sport Boys 8x2 UTC (1º de novembro de 1992), Sport Boys 7x1 UTC (1993), Universidad César Vallejo 6x0 UTC (11 de novembro de 2007), Universidad San Martín 6x0 UTC (18 de outubro de 2016).
  - Em campeonatos internacionais de local: UTC 1x3 Universitario (18 de maio de 1986).
  - Em campeonatos internacionais como visitante:  Rampla Juniors 4x0 UTC (8 de março de 2018).
- Melhor posição na liga: 2º.
- Pior posição na liga: 16º.
- Participações internacionais:
  - Copa Libertadores da América (1): 1986.
  - Copa Sul-Americana (4): 2014, 2018, 2019 y 2021.

## Honrarias

### Torneios nacionais
- Copa Peru (2): 1981, 2012.
- Vice-campeão da [[Primeira Divisião do Peru (1): 1985.
- Vice-campeão da Copa Peru (1): 1996.
- Vice-campeão do Torneo de Verão (1): 2017.

### Torneios regionais
- Torneo Regional II (2): 2011, 2012.
- Campeonato Regional - Zona Norte (1): 1986.
- Liga Departamental de Cajamarca (13): 1971, 1972, 1973, 1974, 1979, 1995, 1996, 1997, 1998, 2001, 2002, 2003, 2011.
- Liga Superior de Cajamarca (1): 2011.
- Liga Provincial de Cajamarca: 1971, 2001, 2002, 2003.
- Liga Distrital de Cajamarca: 2001.
- Vice-campeão da Liga Distrital de Cajamarca: 2004, 2005.